# Pavel Richter (politik)
Pavel Richter (* 6. září 1966) je český politik, v letech 2010 až 2022 zastupitel hlavního města Prahy, v letech 2017 až 2018 starosta městské části Praha 5, člen TOP 09.

## Život
Vyrůstal na pražském Spořilově, odkud se v roce 1991 přestěhoval na Barrandov. Vystudoval Stavební fakultu ČVUT v Praze. Poté působil v česko-německém holdingu CTR. Věnoval se obchodu s cementem a realitami.
Je dvakrát ženatý, z prvního manželství má dva syny, z druhého pak dvě dcery.
Volný čas věnuje zejména sportu. Každý rok si kromě běžného tréninku a pravidelných závodů stanovuje nějaké výzvy. Naposledy to byly například 1000 miles Adventure – nonstop závod na horských kolech bez zajištění nebo Handy maraton (štafetový nonstop závod 8členných štafet). V roce 2008 absolvoval triatlonový závod Iroman World na Havajských ostrovech.[zdroj?]

## Politické působení
Od 30. března 2017 do listopadu 2018 byl starostou městské části Praha 5. V roce 2010 byl prvně zvolen zastupitelem hlavního města Prahy. V listopadu roku 2011 se stal náměstkem primátora pro oblast infrastruktury. Byl jím až do roku 2014. V roce 2014 mandát zastupitele hlavního města obhájil.
V komunálních volbách v roce 2018 obhájil mandát zastupitele hlavního města Prahy, když kandidoval jako člen TOP 09 na 6. místě kandidátky subjektu "TOP 09 a Starostové (STAN) ve spolupráci s KDU-ČSL, LES a Demokraty Jana Kasla – "Spojené síly pro Prahu". Obhájil také post zastupitele městské části Praha 5, kde byl lídrem kandidátky TOP 09.
V květnu 2021 nahradil v předsednictví pražského zastupitelského klubu Spojené síly pro Prahu odvolaného Jiřího Pospíšila. Uvedl, že je pro něj klíčové, aby pražská vládnoucí koalice (Piráti, Praha sobě a Spojené síly pro Prahu) fungovala bez problémů.
V komunálních volbách v roce 2022 již nekandidoval.